# Бюргерзаалкирхе
Бюргерзаалкирхе (на немски: Bürgersaalkirche, от Bürgersaal, „гражданска зала“ и kirche, „църква“) е историческа сграда в центъра на град Мюнхен, Германия. Построена е през 1709/1710 по проект на архитекта Джовани Антонио Вискарди, за да служи за зала за граждански събирания.
От 1778 година функционира като църква, след като на 13 май е приета за място са молитви и срещи на членовете на Конгрегацията на марианите „Благовещение“.
Архитектурна особеност на сградата, вследствие различното ѝ оригинално предназначение, е, че е на два етажа, като и двата функционират като храмове, съответно: Долната църква (Unterkirche) и Горната църква (Oberkirche). В преддверието, преди да се стигне до Долната църква, има църковен магазин.
|  | Тази страница частично или изцяло представлява превод на страницата Bürgersaalkirche в Уикипедия на английски. Оригиналният текст, както и този превод, са защитени от Лиценза „Криейтив Комънс – Признание – Споделяне на споделеното“, а за съдържание, създадено преди юни 2009 година – от Лиценза за свободна документация на ГНУ. Прегледайте историята на редакциите на оригиналната страница, както и на преводната страница, за да видите списъка на съавторите. ВАЖНО: Този шаблон се отнася единствено до авторските права върху съдържанието на статията. Добавянето му не отменя изискването да се посочват конкретни източници на твърденията, които да бъдат благонадеждни. |